# Telchinia bomba
Telchinia bomba is een vlinder uit de familie van de Nymphalidae. De wetenschappelijke naam van de soort is voor het eerst voorgesteld, als Acraea bomba, door Henley Grose-Smith in een publicatie uit 1889.

## Verspreiding
De soort komt voor in de graslanden en open bossen van Kenia, Tanzania, Zambia, Malawi, Mozambique en Zimbabwe.

## Waardplanten
De rups leeft op Alchemilla pedata Hochst. ex A.Rich. (Rosaceae) en soorten van de geslachten Aeschynomene (Fabaceae), Adenia  (Passifloraceae) en Tricliceras (Passifloraceae).